# Острозубые акулы
Острозубые акулы (лат. Negaprion) — род семейства серых акул (Carcharhinidae) отряда Кархаринообразные (Carcharhiniformes).

## Описание
Род Negaprion содержит два современных вида: Negaprion brevirostris из Америки и Negaprion acutidens из Индо-тихоокеанского региона. Оба вида — большие, громоздкие, медленные акулы, обитающие в мелких прибрежных водах. Их можно узнать по коротким тупым мордам, двум спинным плавникам почти одинакового размера и равномерной желтовато-коричневой или серой окраске. Глаза большие. Длина головы чуть больше её ширины.
Оба вида считаются потенциально опасными для человека.
Развивающийся эмбрион присоединён к организму матери плацентой, образующейся из его опустошённого желточного мешка. Самка рожает от 1 до 13 (обычно 6–12) детёнышей раз в 2 года, делая это в мелководных «яслях». Беременность длится 10–11 месяцев. Роды происходят у Мадагаскара и Альдабры в октябре–ноябре, около Французской Полинезии в январе. Овуляция и спаривания небеременных самок происходят примерно в это же время. Плацента развивается примерно через 4 месяца беременности, когда у эмбриона ещё сохраняются остатки наружных жабр. Длина новорождённого детёныша — от 45 до 80 см. Детёныши растут медленно, примерно на 12,5–15,5 см в год. К моменту полового созревания вырастают до 2,2–2,4 м вне зависимости от пола.

## Виды
- Negaprion acutidens — мадагаскарская острозубая акула
- Negaprion brevirostris — лимонная акула
- †Negaprion eurybathrodon